# Solanderöarna

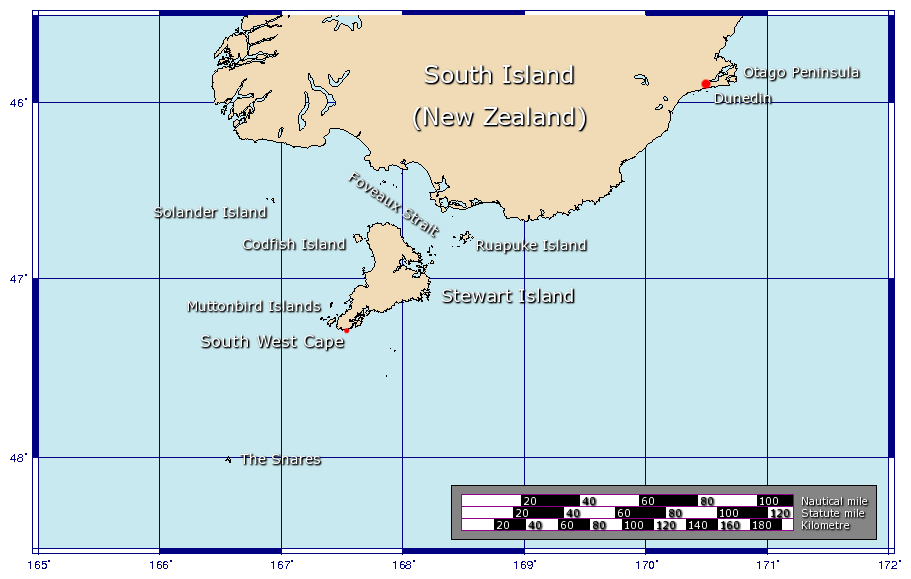
Lägeskarta

Områdeskarta

Solanderöarna (engelska Solander Islands, māori Hautere) är en ögrupp i Tasmanhavet i sydvästra Stilla havet som tillhör Nya Zeeland. Den obebodda ögruppen är uppkallad efter svenske botanikern Daniel Solander.

## Geografi
Den obebodda ögruppen ligger väster om Foveauxsundet, cirka 40 km söder om Sydön och cirka 70 km nordväst om Stewart Island i regionen Southland District. Ögruppen ingår i nationalparken Fiordland nationalpark.
Öarna är av vulkaniskt ursprung och omfattar huvudön Hautere / Big Solander, med en yta på cirka 1,5 km² och en högsta höjd på cirka 330 m ö.h. Huvudön omges av några skär, där det största är Pierced Rock cirka 250 m söder om huvudön. Ön Te Pou o Hautere / Little Solander ligger cirka 2 km väster om huvudön, med en yta om cirka 0,04 km² och en högsta höjd på cirka 148 m ö.h.

## Flora och fauna
Öarna är en viktig boplats för en rad sjöfåglar. Det inkluderar vitpannad albatross, gråbukig petrell, smalnäbbad dykpetrell och fjordpingvin.

## Historia
Ögruppen upptäcktes av Daniel Solander som den förste europén den 11 mars 1770. Solander ingick i Joseph Banks botanikergrupp, under James Cooks världsomsegling med fartyget HMB Endeavour åren 1768-1771.
Under det tidiga 1800-talet besöktes området av valfångare (främst jakt på kaskelot) och sälfångare (främst jakt på nyzeeländsk pälssäl).
År 2010 utsågs området till en IBA (Important Bird Areas) av BirdLife International.